# Zélée (Schiff)
Die Zélée (franz.: eifrig) war ein französisches Kanonenboot der Surprise-Klasse für den Kolonialdienst. Es wurde am 22. September 1914 durch die deutschen Panzerkreuzer Scharnhorst und Gneisenau im Hafen von Papeete versenkt.

## Einsatz im Frieden
Das Kanonenboot Zélée kam 1900 als drittes Boot der Surprise-Klasse in Dienst und war als Barkentine getakelt. Sie verlegte nach Indochina und 1901 nach Tahiti, wo sie als Stationskreuzer verblieb. Mit ihr wurden Vermessungsarbeiten vorgenommen und französische Beamte in den Südseebesitzungen transportiert. Die langen Reisen wurden oft auch unter Segeln bewältigt.

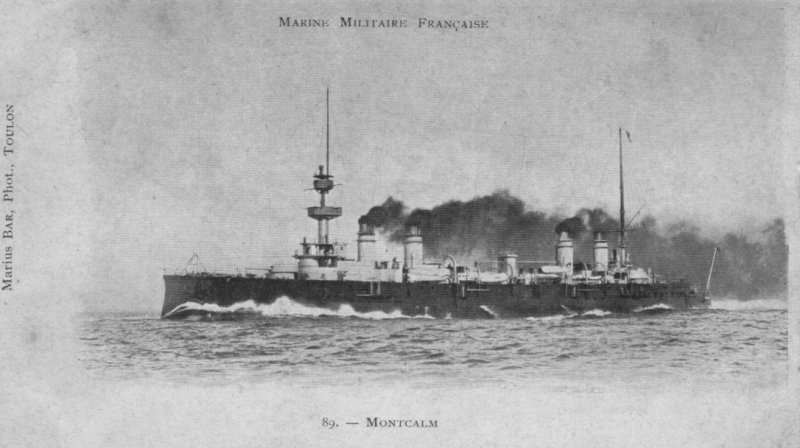
Der Kreuzer Montcalm

Einen militärischen Wert hatte das Schiff beim Kriegsausbruch nicht. Den hatte vielleicht noch der auch in Tahiti stationierte alte Panzerkreuzer Montcalm, der sich beim Kriegsbeginn dem britischen Pazifikgeschwader vor Samoa anschloss.

## Kriegseinsatz in der Südsee
Zu Beginn des Ersten Weltkrieges war die Zélée in Papeete stationiert und führte vermutlich die erste kriegerische Handlung der französischen Marine durch. Der deutsche Frachter Walküre lud Phosphat bei der 50 Meilen von Tahiti entfernten Insel Makatea. Die Zélée lief am 12. August zu dem Frachter und verlangte dessen Übergabe. Der deutsche Kapitän wusste noch nichts vom Kriegszustand zwischen dem Deutschen Reich und Frankreich und hielt die Situation anfangs für einen Scherz. Die Zélée begleitete das beschlagnahmte Schiff schließlich nach Tahiti.

### Verteidigung von Papeete
Der Kommandant der Zélée, der Leutnant Maurice Destremau, entschloss sich nach der Meldung vom Erscheinen des deutschen Ostasiengeschwaders am 14. September vor Apia zur Abrüstung seines Schiffes, da ein Einsatz gegen das Geschwader nicht sinnvoll erschien. Die Waffen schienen aber eine Verteidigung der Insel verstärken zu können. Bis auf das 10-cm-Buggeschütz entfernte er alle Waffen von der Zélée, die mit verringerter Besatzung als Wachschiff unter Fähnrich Barbier mit zehn Mann in Dienst blieb. Das andere 10-cm- und die 6,5-cm-Geschütze bildeten eine Landbatterie, deren bisherige Geschütze völlig veraltet und unbrauchbar waren. Die 3,7-cm-Geschütze montierte er auf Lastwagen. Aus dem größeren Teil seiner Besatzung, Reservisten, Freiwilligen und Polizisten bildete er eine Schutztruppe für den Fall eines deutschen Angriffs.

### Beschießung durch die Panzerkreuzer

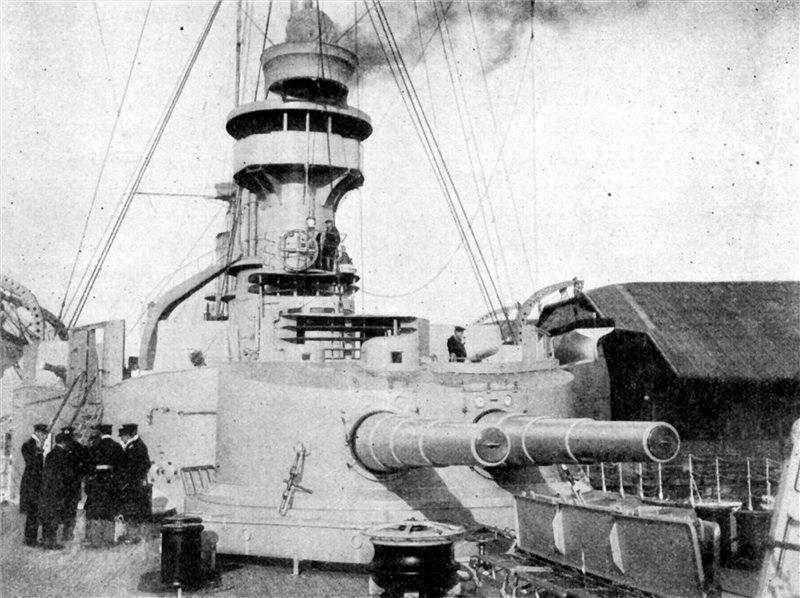
Turm der Scharnhorst

Der Chef des Kreuzergeschwaders, Maximilian von Spee, entschied sich nach seinem Erscheinen vor Apia, mit den Panzerkreuzern Scharnhorst und Gneisenau nach Papeete zu laufen und sich aus dem dortigen Kohlenlager der Franzosen zu versorgen.
Am 22. September 1914 um 07:00 Uhr sichteten die Franzosen zwei Kreuzer, die sich Papeete näherten. Die Landbatterie gab sofort drei Warnschüsse ab, worauf die Panzerkreuzer aus 6000 m das Feuer erwiderten. Die Landbatterie und die im Hafen liegende Zélée schossen zurück, ohne Treffer zu erzielen. Da die Deutschen die Lage der Batterie nicht eindeutig identifizierten, konzentrierten sie sich auf die im Hafen liegenden Schiffe und versenkten die Zélée und die Walküre. Der Versuch der Franzosen, die Zélée als Blockschiff direkt in der Hafeneinfahrt zu versenken, scheiterte.
Der französische Befehlshaber Destremau hatte beim Beginn des Kampfes die Kohlenlager entzünden lassen. Scharnhorst und Gneisenau beschossen noch Papeete und Teile der Stadt gerieten in Brand.
Von Spee sah keinen Sinn in einer Landung und lief gegen 11:00 Uhr mit seinen Kreuzern wieder ab, um bei Nukuhiva mit der Nürnberg, der Titania und den Versorgern zusammenzutreffen.

### Schicksal des Kommandanten
Leutnant Destremau wurde nach der Verteidigung von Papeete und dem Verlust der Zélée unter Arrest gestellt und für ein Kriegsgerichtsverfahren nach Toulon geschickt. Er erkrankte schwer und starb 1915 vor dem Verfahren. 1918 wurde Destremaus Verhalten und Verteidigung von Papeete anerkannt und ihm posthum das Kreuz der Ehrenlegion verliehen.

## Schwesterschiffe
- Surprise

gebaut bei Chantiers Augustin Normand, Le Havre, 1896 in Dienst, 680 t, 1896 nach Tonkin und China, 1906 bis 1910 im Indischen Ozean,
1914/15 vor Westafrika, dann Marokko, 
am 3. Dezember 1916 auf der Reede von Funchal durch U 38 unter Kapitänleutnant Max Valentiner versenkt.
- Décidée

gebaut bei Arsenal Lorient, 1899 in Dienst, 680 t, 1900 bis 1913 in Saïgon, China (u. a. auf dem Jangtse) und Japan, 
1914–1917 in Indochina, 1917 zum Libanon, 1919 Verteidigung von Mersin, 1920 nach Oran; 1922 außer Dienst